# Om (band)
Om is een Amerikaanse experimentele stonerrock of psychedelische rockband, die is opgericht door voormalige of gedeeltelijk actieve leden van de band Sleep.

## Bezetting
Oprichters
- Al Cisneros[3] (zang, basgitaar)
- Chris Hakius[4] (drums, tot 2008)

Huidige bezetting
- Al Cisneros (zang, basgitaar)
- Emil Amos[5] (drums, sinds 2008)

## Geschiedenis
Om werd in 2004 opgericht door Alberto Cisneros (bas, zang) en Chris Hakius (drums). Om debuteerde met haar debuutalbum Variations On A Theme in 2004, gevolgd door Conference Of The Birds in het najaar van 2006, dat slechts 2 nummers bevat. Het album Pilgrimage uit 2007 bestaat uit vier nummers. Daarna waren ze op tournee in de Verenigde Staten, Europa en ook in Jeruzalem. Begin 2008 verliet drummer Chris Hakius de band en werd vervangen door Emil Amos.
De belangrijkste elementen van Om zijn bas, drums en zang. Cello, viool, tambura (effecten), tablas en fluit werden echter ook gebruikt in God is Good en Advaitic Songs. Advaitic Songs is overwegend kalm, oriëntaals, subtiel en melodieus. De zang lijkt op een mantra, maar klinkt in de meeste nummers op een gezang, dat meestal wordt gecombineerd met een enkele, primaire toonhoogte van de basgitaar. De teksten zijn gericht op transcendentie en beschrijven zowel abstracte, kosmische als natuurlijke mystieke of spirituele metafysische categorieën, ideeën en gebeurtenissen. De teksten zijn vergelijkbaar met abstracte reflecties, die gestructureerd zijn door ritme. Er wordt geen waarde gehecht aan rijmpjes of iets vergelijkbaars.
Al Cisneros benadrukte dat de zang meer ritmisch dan grammaticaal werkt. De teksten moeten vooral gericht zijn op een mentale en innerlijke basis, die hij tijdens zijn pauze vrijelijk ontwierp, maar ook op het instrumentale vlak geschreven. Sinds God is Good en de intrede van Emil Amos als drummer, heeft de muziek meer diversiteit gekregen en heeft het zich praktisch tegen de werken van die tijd verzet. De drums spelen subtielere accenten en snellere drumvullingen dan de gebruikelijke slechte en constante stijl van Chris Hakius. In de meeste van de huidige liveconcerten begeleidt Robert A.A. Lowe (Lichens) de band met tamboerijn, gitaar, keyboard, zang of achtergrondeffecten.
De doorslaggevende factor voor het geluid van Cisneros is het gebruik van hypnotische, knapperige, donkere vervormingseffecten, die echter geen vervanging zijn voor vervormde elektrische gitaren. De langzame speelstijl, vaak op één snaar, heeft een hypnotiserend effect en geeft tegelijkertijd het gevoel van intens bloeiende rockmuziek. Elk nummer heeft een toonhoogte waarop het nummer is gebaseerd. De band merkte bij hun eerste jam al dat er geen ander instrument nodig was dan bas, drums en zang. Er zou ook meer flexibiliteit en controle zijn tijdens het creatieproces en de uitvoering van de nummers. De songwriting komt overeen tussen de leden en de instrumenten en begint altijd met innerlijk luisteren.

## Instrumenten
Al Cisneros speelt bijna uitsluitend basgitaren van de fabrikant Rickenbacker, voorbeeldmodellen Rickenbacker 4003 Fireglo en Rickenbacker 4003 Jetglo. Hij staat ook bekend om zijn gebruik van buizenversterkers en boxen met groene versterkers. In Advaitic Songs gebruikte Cisneros voor het eerst een 5-snaar, ook van het merk Rickenbacker.

## Discografie

### Studioalbums
- 2005: Variations On A Theme
- 2006: Conference of the Birds
- 2007: Pilgrimage
- 2009: God is Good
- 2012: Advaitic Songs

### Verdere publicaties
- 2006: Inerrant Rays of Infallible Sun (split-ep met Current 93)
- 2006: Om/Six Organs of Admittance (split-7")
- 2008: Gebel Barkal (single)
- 2008: Live At Jerusalem (livealbum)
- 2009: Conference Live (livealbum)
- 2019: "BBC Radio 1" (livealbum)